# Bayer 04 Leverkusen Fußball 2000-2001
Questa voce raccoglie le informazioni riguardanti il Bayer 04 Leverkusen Fußball nelle competizioni ufficiali della stagione 2000-2001.

## Stagione
Nella stagione 2000-2001 il Bayer Leverkusen, allenato da Christoph Daum, Rudi Völler e Berti Vogts, concluse il campionato di Bundesliga al 4º posto. In Coppa di Germania il Bayer Leverkusen fu eliminato agli ottavi di finale dal Friburgo. In Coppa di Lega il Bayer Leverkusen fu eliminato in semifinale dall'Hertha Berlino. In Champions League il Bayer Leverkusen fu eliminato nella fase a gironi. In Coppa UEFA il Bayer Leverkusen fu eliminato al terzo turno dall'AEK Atene.
Lucìo e Juric furono gli unici convocato per la Confederation Cup che si è svolta al termine della stagione.

## Maglie e sponsor
Lo sponsor ufficiale è Avanza RWE, mentre lo sponsor tecnico è adidas.
|  | Casa Maglia |  | Casa Alternativa |  | Trasferta Maglia |  | Trasferta Alternativa |  | Terza Maglia |

## Rosa
| N. |                     | Ruolo | Calciatore        |
| -- | ------------------- | ----- | ----------------- |
| 1  | Polonia (bandiera)  | P     | Adam Matysek      |
| 2  | Croazia (bandiera)  | D     | Robert Kovač      |
| 3  | Croazia (bandiera)  | C     | Marko Babić       |
| 4  | Germania (bandiera) | C     | Jörg Reeb         |
| 5  | Germania (bandiera) | D     | Jens Nowotny      |
| 6  | Croazia (bandiera)  | D     | Boris Živković    |
| 7  | Brasile (bandiera)  | C     | Robson Ponte      |
| 8  | Brasile (bandiera)  | C     | Zé Roberto        |
| 9  | Germania (bandiera) | A     | Ulf Kirsten       |
| 11 | Germania (bandiera) | A     | Paulo Rink        |
| 12 | Bulgaria (bandiera) | A     | Dimităr Berbatov  |
| 13 | Germania (bandiera) | C     | Michael Ballack   |
| 15 | Croazia (bandiera)  | C     | Jurica Vranješ    |
| 16 | Germania (bandiera) | C     | Andreas Neuendorf |
| 17 | Nigeria (bandiera)  | C     | Pascal Ojigwe     |

| N. |                                 | Ruolo | Calciatore      |
| -- | ------------------------------- | ----- | --------------- |
| 18 | Stati Uniti (bandiera)          | C     | Frankie Hejduk  |
| 19 | Brasile (bandiera)              | D     | Lúcio           |
| 20 | Australia (bandiera)            | P     | Frank Juric     |
| 21 | Brasile (bandiera)              | C     | Marquinhos      |
| 23 | Germania (bandiera)             | A     | Thomas Brdarić  |
| 25 | Germania (bandiera)             | C     | Bernd Schneider |
| 27 | Germania (bandiera)             | A     | Oliver Neuville |
| 28 | Germania (bandiera)             | C     | Carsten Ramelow |
| 30 | Germania (bandiera)             | A     | Markus Daun     |
| 31 | Germania (bandiera)             | P     | Tom Starke      |
| 33 | Bosnia ed Erzegovina (bandiera) | C     | Anel Džaka      |
| 35 | Argentina (bandiera)            | D     | Diego Placente  |
| 46 | Croazia (bandiera)              | D     | Mile Božić      |
| 47 | Germania (bandiera)             | D     | Thomas Kleine   |

## Organigramma societario
Area tecnica
- Allenatore: Berti Vogts
- Allenatore in seconda: Peter Hermann, Wolfgang Rolff
- Preparatore dei portieri: Werner Friese, Harald Schumacher
- Preparatori atletici:

## Calciomercato

### Sessione estiva
| Acquisti | Acquisti           | Acquisti        | Acquisti |
| R.       | Nome               | da              | Modalità |
| -------- | ------------------ | --------------- | -------- |
| P        | Pascal Zuberbühler | Basilea         |          |
| C        | Marquinhos         | Avaí            |          |
| A        | Ali Mousavi        | Fortuna Colonia |          |
| C        | Andreas Neuendorf  | Hertha Berlino  |          |
| C        | Pascal Ojigwe      | Colonia         |          |

| Cessioni | Cessioni         | Cessioni       | Cessioni |
| R.       | Nome             | a              | Modalità |
| -------- | ---------------- | -------------- | -------- |
| C        | Vratislav Greško | Inter          |          |
| C        | Stefan Beinlich  | Hertha Berlino |          |
| C        | Emerson          | Roma           |          |
| C        | Zoran Mamić      | Bochum         |          |
| A        | Mirosław Spizak  | Unterhaching   |          |
| C        | Dariush Yazdani  | Charleroi      |          |

### Sessione invernale
| Acquisti | Acquisti         | Acquisti      | Acquisti |
| R.       | Nome             | da            | Modalità |
| -------- | ---------------- | ------------- | -------- |
| A        | Dimităr Berbatov | CSKA Sofia    |          |
| D        | Lúcio            | Internacional |          |
| D        | Diego Placente   | River Plate   |          |

| Cessioni | Cessioni           | Cessioni         | Cessioni |
| R.       | Nome               | a                | Modalità |
| -------- | ------------------ | ---------------- | -------- |
| C        | Landon Donovan     | S.J. Earthquakes |          |
| P        | Pascal Zuberbühler | Aarau            |          |
| D        | Torben Hoffmann    | Monaco 1860      |          |
| A        | Ali Mousavi        | Esteghlal        |          |

## Risultati

### Bundesliga

#### Girone di andata
| Arbitro: | Steinborn |

|                         |           |  |
| Kirsten 14’, 24’ (rig.) | Marcatori |  |

| Arbitro: | Fandel |

|                                              |           |             |
| Gerber 31’, 71’ Kovač 38’ (aut.) Lisztes 62’ | Marcatori | 61’ Ballack |

| Arbitro: | Zerr |

|             |           |  |
| Ballack 23’ | Marcatori |  |

| Arbitro: | Merk |

|             |           |             |
| Lottner 75’ | Marcatori | 32’ Kirsten |

| Arbitro: | Wack |

|          |           |                               |
| Rink 48’ | Marcatori | 33’ Arvidsson 38’ Breitkreutz |

| Arbitro: | Wagner |

|            |           |                      |
| Miriuță 6’ | Marcatori | 24’ Rink 89’ Brdarić |

| Leverkusen 30 settembre 2000, ore 20:15 CEST 7ª giornata | Bayer Leverkusen | 0 – 0 referto | Monaco 1860 | BayArena (22 500 spett.)\| Arbitro: \| Strampe \| |
| Arbitro:                                                 | Strampe          |               |             |                                                   |

| Arbitro: | Krug |

|                                        |           |                                      |
| Baumann 70’ Bode 88’ Ailton 90’ (rig.) | Marcatori | 20’, 55’ Neuville 81’ (rig.) Ballack |

| Arbitro: | Fleischer |

|                          |           |  |
| Nowotny 25’ Neuville 62’ | Marcatori |  |

| Gelsenkirchen 28 ottobre 2000, ore 20:15 CEST 10ª giornata | Schalke 04 | 0 – 0 referto | Bayer Leverkusen | Parkstadion (41 545 spett.)\| Arbitro: \| Fröhlich \| |
| Arbitro:                                                   | Fröhlich   |               |                  |                                                       |

| Arbitro: | Fandel |

|             |           |  |
| Ballack 79’ | Marcatori |  |

| Arbitro: | Wack |

|  |           |             |
|  | Marcatori | 62’ Ramelow |

| Arbitro: | Merk |

|            |           |                           |
| Präger 10’ | Marcatori | 1’, 33’ Rink 73’ Neuville |

| Arbitro: | Albrecht |

|                                                  |           |                           |
| Neuville 30’, 86’ Kirsten 37’ Ballack 69’ (rig.) | Marcatori | 35’ Hristov 66’ Dominguez |

| Arbitro: | Krug |

|                      |           |  |
| Jancker 5’ Élber 48’ | Marcatori |  |

| Arbitro: | Heynemann |

|                                              |           |  |
| Neuville 7’, 19’ Ramelow 67’ Rink 82’ (rig.) | Marcatori |  |

| Arbitro: | Meyer |

|                                   |           |                          |
| Marić 40’, 52’ (rig.), 74’ (rig.) | Marcatori | 67’ Kirsten 76’ Neuville |

#### Girone di ritorno
| Arbitro: | Wagner |

|                      |           |  |
| Müller 55’ Nowak 88’ | Marcatori |  |

| Arbitro: | Fleischer |

|                                                          |           |  |
| Schneider 46’ Kirsten 49’ (rig.), 67’ (rig.) Ballack 51’ | Marcatori |  |

| Arbitro: | Gagelmann |

|             |           |                          |
| Straube 32’ | Marcatori | 27’ Kirsten 53’ Neuville |

| Arbitro: | Krug |

|                                         |           |                   |
| Lúcio 57’, 90’ Ballack 65’ Neuville 78’ | Marcatori | 8’ (rig.) Lottner |

| Arbitro: | Steinborn |

|                        |           |             |
| Agali 45’ Baumgart 56’ | Marcatori | 23’ Kirsten |

| Arbitro: | Albrecht |

|                |           |                            |
| Zé Roberto 74’ | Marcatori | 33’, 62’ Miriuță 42’ Labak |

| Arbitro: | Fandel |

|             |           |  |
| Schroth 85’ | Marcatori |  |

| Arbitro: | Stark |

|                                    |           |  |
| Lúcio 12’ Neuville 54’ Brdarić 62’ | Marcatori |  |

| Arbitro: | Heynemann |

|           |           |                                      |
| Wörns 15’ | Marcatori | 7’ Schneider 10’ Kirsten 90’ Brdarić |

| Arbitro: | Merk |

|  |           |                                            |
|  | Marcatori | 17’ (aut.) Živković 51’ Mpenza 74’ Asamoah |

| Arbitro: | Keßler |

|          |           |                            |
| Yang 58’ | Marcatori | 21’ Kirsten 67’, 82’ Lúcio |

| Arbitro: | Fleischer |

|                |           |                               |
| Zé Roberto 50’ | Marcatori | 11’ Schumann 81’ Baya 88’ But |

| Arbitro: | Wagner |

|             |           |             |
| Kirsten 44’ | Marcatori | 41’ Tøfting |

| Arbitro: | Albrecht |

|  |           |             |
|  | Marcatori | 9’ Neuville |

| Arbitro: | Heynemann |

|  |           |          |
|  | Marcatori | 87’ Cruz |

| Arbitro: | Fandel |

|             |           |              |
| Deisler 21’ | Marcatori | 61’ Neuville |

| Arbitro: | Weiner |

|              |           |  |
| Neuville 21’ | Marcatori |  |

### Coppa di Germania
| Arbitro: | Sippel |

|  |           |                                    |
|  | Marcatori | 8’ Brdarić 30’ Kovač 87’, 90’ Rink |

| Arbitro: | Heynemann |

|         |           |                         |
| Xie 68’ | Marcatori | 13’ Ramelow 71’ Brdarić |

| Arbitro: | Berg |

|                                           |           |                       |
| K'obiashvili 34’ (rig.) Kehl 36’ Dorn 78’ | Marcatori | 23’ Ponte 74’ Kirsten |

### Coppa di Lega
| Arbitro: | Hufgard |

|             |                      |            |
| Kirsten 44’ | Marcatori            | 89’ Preetz |
|             | Tiri di rigore 4 – 5 |            |

### Champions League

#### Fase a gironi
| Arbitro: | Durkin |

|                        |           |  |
| Titov 51’ Bezrodny 89’ | Marcatori |  |

| Arbitro: | Fisker |

|                                      |           |                              |
| Ramelow 65’ Brdarić 73’ Neuville 77’ | Marcatori | 12’ Cruz 79’ (rig.) Sá Pinto |

| Arbitro: | Nilsson |

|                           |           |                          |
| Schneider 27’ Ballack 44’ | Marcatori | 32’, 75’ Carlos 69’ Guti |

| Arbitro: | Messina |

|                                                    |           |                                  |
| Guti 4’, 64’ Helguera 24’ Raúl 75’ Figo 87’ (rig.) | Marcatori | 20’ Brdarić 55’ Kirsten 77’ Rink |

| Arbitro: | Wójcik |

|             |           |  |
| Ballack 52’ | Marcatori |  |

| Lisbona 7 novembre 2000, ore 20:45 CET 6ª giornata | Sporting Lisbona | 0 – 0 referto | Bayer Leverkusen | Stadio José Alvalade (8 000 spett.)\| Arbitro: \| Sarvan \| |
| Arbitro:                                           | Sarvan           |               |                  |                                                             |

### Coppa UEFA
| Arbitro: | Hauge |

|                                        |           |                                             |
| Kirsten 24’, 42’ Kovač 48’ Ramelow 90’ | Marcatori | 5’ Lakis 46’, 79’ Navas 55’ (rig.) Tsiartas |

| Arbitro: | Ibáñez |

|                        |           |  |
| Navas 16’ Tsiartas 50’ | Marcatori |  |

## Statistiche

### Statistiche di squadra
| Competizione      | Punti | In casa | In casa | In casa | In casa | In casa | In casa | In trasferta | In trasferta | In trasferta | In trasferta | In trasferta | In trasferta | Totale | Totale | Totale | Totale | Totale | Totale | DR  |
| Competizione      | Punti | G       | V       | N       | P       | Gf      | Gs      | G            | V            | N            | P            | Gf           | Gs           | G      | V      | N      | P      | Gf     | Gs     | DR  |
| ----------------- | ----- | ------- | ------- | ------- | ------- | ------- | ------- | ------------ | ------------ | ------------ | ------------ | ------------ | ------------ | ------ | ------ | ------ | ------ | ------ | ------ | --- |
| Bundesliga        | 57    | 17      | 10      | 2       | 5       | 30      | 16      | 17           | 7            | 4            | 6            | 24           | 24           | 34     | 17     | 6      | 11     | 54     | 40     | +14 |
| Coppa di Germania | -     | 0       | 0       | 0       | 0       | 0       | 0       | 3            | 2            | 0            | 1            | 8            | 4            | 3      | 2      | 0      | 1      | 8      | 4      | +4  |
| Coppa di Lega     | -     | 1       | 0       | 1       | 0       | 1       | 1       | 0            | 0            | 0            | 0            | 0            | 0            | 1      | 0      | 1      | 0      | 1      | 1      | 0   |
| Champions League  | -     | 3       | 2       | 0       | 1       | 6       | 5       | 3            | 0            | 1            | 2            | 3            | 7            | 6      | 2      | 1      | 3      | 9      | 12     | -3  |
| Coppa UEFA        | -     | 1       | 0       | 1       | 0       | 4       | 4       | 1            | 0            | 0            | 1            | 0            | 2            | 2      | 0      | 1      | 1      | 4      | 6      | -2  |
| Totale            | 57    | 22      | 12      | 4       | 6       | 41      | 26      | 24           | 9            | 5            | 10           | 35           | 37           | 46     | 21     | 9      | 16     | 76     | 63     | +13 |

### Andamento in campionato
| Giornata  | 1 | 2  | 3 | 4 | 5 | 6 | 7 | 8 | 9 | 10 | 11 | 12 | 13 | 14 | 15 | 16 | 17 | 18 | 19 | 20 | 21 | 22 | 23 | 24 | 25 | 26 | 27 | 28 | 29 | 30 | 31 | 32 | 33 | 34 |
| --------- | - | -- | - | - | - | - | - | - | - | -- | -- | -- | -- | -- | -- | -- | -- | -- | -- | -- | -- | -- | -- | -- | -- | -- | -- | -- | -- | -- | -- | -- | -- | -- |
| Luogo     | C | T  | C | T | C | T | C | T | C | T  | C  | T  | T  | C  | T  | C  | T  | T  | C  | T  | C  | T  | C  | T  | C  | T  | C  | T  | C  | C  | T  | C  | T  | C  |
| Risultato | V | P  | V | N | P | V | N | N | V | N  | V  | V  | V  | V  | P  | V  | P  | P  | V  | V  | V  | P  | P  | P  | V  | V  | P  | V  | P  | N  | V  | P  | N  | V  |
| Posizione | 5 | 12 | 7 | 6 | 9 | 6 | 8 | 6 | 6 | 5  | 4  | 3  | 1  | 1  | 2  | 1  | 2  | 4  | 4  | 3  | 3  | 3  | 4  | 4  | 3  | 2  | 4  | 3  | 3  | 4  | 4  | 4  | 4  | 4  |

Legenda:

Luogo: C = Casa; T = Trasferta. Risultato: V = Vittoria; N = Pareggio; P = Sconfitta.

### Statistiche dei giocatori
| Giocatore      | Bundesliga | Bundesliga | Bundesliga  | Bundesliga | Coppa di Germania | Coppa di Germania | Coppa di Germania | Coppa di Germania | Coppa di Lega | Coppa di Lega | Coppa di Lega | Coppa di Lega | Champions League Coppa UEFA | Champions League Coppa UEFA | Champions League Coppa UEFA | Champions League Coppa UEFA | Totale   | Totale | Totale      | Totale     |
| Giocatore      | Presenze   | Reti       | Ammonizioni | Espulsioni | Presenze          | Reti              | Ammonizioni       | Espulsioni        | Presenze      | Reti          | Ammonizioni   | Espulsioni    | Presenze                    | Reti                        | Ammonizioni                 | Espulsioni                  | Presenze | Reti   | Ammonizioni | Espulsioni |
| -------------- | ---------- | ---------- | ----------- | ---------- | ----------------- | ----------------- | ----------------- | ----------------- | ------------- | ------------- | ------------- | ------------- | --------------------------- | --------------------------- | --------------------------- | --------------------------- | -------- | ------ | ----------- | ---------- |
| M. Babić       | 3          | 0          | 1           | 0          | 0                 | 0                 | 0                 | 0                 | 0             | 0             | 0             | 0             | 0                           | 0                           | 0                           | 0                           | 3        | 0      | 1           | 0          |
| M. Ballack     | 27         | 7          | 10          | 1          | 2                 | 0                 | 0                 | 0                 | 1             | 0             | 0             | 0             | 5                           | 2                           | 1                           | 0                           | 35       | 9      | 11          | 1          |
| D. Berbatov    | 6          | 0          | 0           | 0          | 0                 | 0                 | 0                 | 0                 | 0             | 0             | 0             | 0             | 0                           | 0                           | 0                           | 0                           | 6        | 0      | 0           | 0          |
| M. Božić       | 0          | 0          | 0           | 0          | 0                 | 0                 | 0                 | 0                 | 0             | 0             | 0             | 0             | 0                           | 0                           | 0                           | 0                           | 0        | 0      | 0           | 0          |
| T. Brdarić     | 18         | 3          | 2           | 0          | 2                 | 2                 | 0                 | 0                 | 0             | 0             | 0             | 0             | 7                           | 2                           | 1                           | 0                           | 27       | 7      | 3           | 0          |
| M. Daun        | 3          | 0          | 0           | 0          | 0                 | 0                 | 0                 | 0                 | 0             | 0             | 0             | 0             | 1                           | 0                           | 0                           | 0                           | 4        | 0      | 0           | 0          |
| L. Donovan     | 0          | 0          | 0           | 0          | 0                 | 0                 | 0                 | 0                 | 0             | 0             | 0             | 0             | 0                           | 0                           | 0                           | 0                           | 0        | 0      | 0           | 0          |
| A. Džaka       | 1          | 0          | 0           | 0          | 0                 | 0                 | 0                 | 0                 | 0             | 0             | 0             | 0             | 0                           | 0                           | 0                           | 0                           | 1        | 0      | 0           | 0          |
| V. Greško      | 6          | 0          | 0           | 0          | 1                 | 0                 | 0                 | 0                 | 1             | 0             | 0             | 0             | 2                           | 0                           | 0                           | 0                           | 10       | 0      | 0           | 0          |
| F. Hejduk      | 3          | 0          | 0           | 1          | 1                 | 0                 | 0                 | 0                 | 0             | 0             | 0             | 0             | 1                           | 0                           | 0                           | 0                           | 5        | 0      | 0           | 1          |
| T. Hoffmann    | 6          | 0          | 0           | 0          | 2                 | 0                 | 1                 | 0                 | 1             | 0             | 0             | 0             | 3                           | 0                           | 0                           | 0                           | 12       | 0      | 1           | 0          |
| F. Juric       | 6          | 0          | 0           | 0          | 0                 | 0                 | 0                 | 0                 | 0             | 0             | 0             | 0             | 0                           | 0                           | 0                           | 0                           | 6        | 0      | 0           | 0          |
| U. Kirsten     | 29         | 12         | 6           | 1          | 2                 | 1                 | 0                 | 0                 | 1             | 1             | 0             | 0             | 4                           | 1                           | 1                           | 0                           | 36       | 15     | 7           | 1          |
| T. Kleine      | 0          | 0          | 0           | 0          | 0                 | 0                 | 0                 | 0                 | 0             | 0             | 0             | 0             | 0                           | 0                           | 0                           | 0                           | 0        | 0      | 0           | 0          |
| R. Kovač       | 31         | 0          | 11          | 1          | 3                 | 1                 | 0                 | 0                 | 1             | 0             | 1             | 0             | 4                           | 0                           | 0                           | 0                           | 39       | 1      | 12          | 1          |
| L. Lúcio       | 15         | 5          | 2           | 0          | 0                 | 0                 | 0                 | 0                 | 0             | 0             | 0             | 0             | 0                           | 0                           | 0                           | 0                           | 15       | 5      | 2           | 0          |
| M. Marquinhos  | 0          | 0          | 0           | 0          | 0                 | 0                 | 0                 | 0                 | 0             | 0             | 0             | 0             | 0                           | 0                           | 0                           | 0                           | 0        | 0      | 0           | 0          |
| A. Matysek     | 15         | 0          | 1           | 0          | 2                 | 0                 | 0                 | 0                 | 0             | 0             | 0             | 0             | 3                           | 0                           | 0                           | 0                           | 20       | 0      | 1           | 0          |
| S. Mousavi     | 0          | 0          | 0           | 0          | 0                 | 0                 | 0                 | 0                 | 0             | 0             | 0             | 0             | 0                           | 0                           | 0                           | 0                           | 0        | 0      | 0           | 0          |
| A. Neuendorf   | 7          | 0          | 3           | 0          | 1                 | 0                 | 0                 | 0                 | 1             | 0             | 0             | 0             | 3                           | 0                           | 1                           | 0                           | 12       | 0      | 4           | 0          |
| O. Neuville    | 34         | 15         | 4           | 0          | 2                 | 0                 | 0                 | 0                 | 3             | 0             | 0             | 0             | 6                           | 1                           | 0                           | 0                           | 45       | 16     | 4           | 0          |
| J. Nowotny     | 28         | 1          | 11          | 0          | 2                 | 0                 | 1                 | 0                 | 1             | 0             | 0             | 0             | 6                           | 0                           | 3                           | 0                           | 37       | 1      | 15          | 0          |
| P. Ojigwe      | 11         | 0          | 1           | 0          | 2                 | 0                 | 0                 | 0                 | 0             | 0             | 0             | 0             | 6                           | 0                           | 0                           | 0                           | 19       | 0      | 1           | 0          |
| D. Placente    | 12         | 0          | 3           | 0          | 0                 | 0                 | 0                 | 0                 | 0             | 0             | 0             | 0             | 0                           | 0                           | 0                           | 0                           | 12       | 0      | 3           | 0          |
| R. Ponte       | 12         | 0          | 1           | 1          | 2                 | 1                 | 2                 | 0                 | 1             | 0             | 0             | 0             | 3                           | 0                           | 0                           | 0                           | 18       | 1      | 3           | 1          |
| C. Ramelow     | 32         | 2          | 12          | 0          | 3                 | 1                 | 0                 | 0                 | 0             | 0             | 0             | 0             | 7                           | 1                           | 1                           | 0                           | 42       | 4      | 13          | 0          |
| J. Reeb        | 17         | 0          | 2           | 0          | 1                 | 0                 | 0                 | 0                 | 1             | 0             | 0             | 0             | 3                           | 0                           | 0                           | 0                           | 22       | 0      | 2           | 0          |
| P. Rink        | 24         | 5          | 3           | 1          | 2                 | 2                 | 0                 | 0                 | 1             | 0             | 0             | 0             | 8                           | 1                           | 1                           | 0                           | 35       | 8      | 4           | 1          |
| Z. Roberto     | 24         | 2          | 5           | 0          | 1                 | 0                 | 0                 | 0                 | 0             | 0             | 0             | 0             | 7                           | 0                           | 1                           | 0                           | 32       | 2      | 6           | 0          |
| B. Schneider   | 31         | 2          | 4           | 0          | 3                 | 0                 | 0                 | 0                 | 0             | 0             | 0             | 0             | 7                           | 1                           | 0                           | 0                           | 41       | 3      | 4           | 0          |
| T. Starke      | 0          | 0          | 0           | 0          | 0                 | 0                 | 0                 | 0                 | 0             | 0             | 0             | 0             | 0                           | 0                           | 0                           | 0                           | 0        | 0      | 0           | 0          |
| J. Vranješ     | 21         | 0          | 1           | 1          | 3                 | 0                 | 1                 | 0                 | 1             | 0             | 0             | 0             | 5                           | 0                           | 0                           | 0                           | 30       | 0      | 2           | 1          |
| P. Zuberbühler | 13         | 0          | 0           | 1          | 1                 | 0                 | 0                 | 0                 | 1             | 0             | 0             | 0             | 5                           | 0                           | 0                           | 0                           | 20       | 0      | 0           | 1          |
| B. Živković    | 30         | 0          | 3           | 0          | 3                 | 0                 | 0                 | 0                 | 1             | 0             | 0             | 0             | 8                           | 0                           | 2                           | 0                           | 42       | 0      | 5           | 0          |